# Tomislav Erceg
Tomislav Erceg (Split, 1971. október 22. –) horvát válogatott labdarúgó.

## Nemzeti válogatott
A horvát válogatottban 4 mérkőzést játszott, melyeken 1 gólt szerzett.

## Statisztika
| Horvát válogatott | Horvát válogatott | Horvát válogatott |
| Időszak           | Mérk.             | gól               |
| ----------------- | ----------------- | ----------------- |
| 1997              | 4                 | 1                 |
| Összesen          | 4                 | 1                 |